# Methämoglobinämie
Unter Methämoglobinämie versteht man in der Medizin eine erhöhte Konzentration von Methämoglobin (Met-Hb) im Blut. Das in den roten Blutkörperchen vorhandene Hämoglobin, das dem Sauerstofftransport dient, wird dabei in das funktionsunfähige Methämoglobin umgewandelt (oxidiert) und steht damit nicht mehr für den Sauerstofftransport zur Verfügung.

## Symptomatik
Chronische Methämoglobinämien verlaufen oft klinisch stumm. Bei akut auftretendem Verlauf kommt es früh zu den typischen Symptomen einer Sauerstoffunterversorgung des Gewebes. Dazu gehören Kopfschmerz, Müdigkeit, Luftnot und Lethargie. Ab einer Met-Hb-Konzentration von mehr als zehn Prozent des Gesamthämoglobins kommt es zur Hypoxämie (Sauerstoffmangel im Blut) mit Zyanose (Blauverfärbung der Haut und der Schleimhäute). Das Blut bekommt eine braunrote Farbe. Auch die Betroffenen können eine schokoladenbraune Hautfarbe aufweisen. Bei 15–20 Prozent kommt es zu Schwindel, Übelkeit, Kopfschmerzen, beschleunigter Herztätigkeit, Atemnot und Somnolenz (Benommenheit, Schläfrigkeit). Eine Konzentration von mehr als 70 bis 80 Prozent führt unbehandelt zum Tode.

## Ursachen
Ausgelöst wird eine Methämoglobinämie vor allem durch einen Defekt des Hämoglobins oder (bei der kongenitalen Methämoglobinämie) einen genetisch bedingten Cytochrom b5-Reduktase-Mangel. Solche hereditären Enzymdefekte sind selten. Der Defekt des Hämoglobins kann entweder ebenfalls erblich bedingt sein oder durch Toxine, also Giftstoffe, ausgelöst werden. Hierbei oxidieren diese Stoffe das Eisen-Ion von Fe2+ zu Fe3+. Häm ist chemisch gesehen eine bioorganische Komplexverbindung; die Erhöhung der Oxidationsstufe des Zentralatoms (Eisen) wirkt sich massiv auf die Eigenschaften des Komplexes aus und führt schlussendlich zu einem Funktionsverlust des gesamten Hämoglobins.
Die Oxidation kann als Monooxidation oder gekoppelt ablaufen. Da auch molekularer Sauerstoff das Häm oxidieren kann, liegt auch im Blut des gesunden Menschen ein Teil des in den Erythrocyten vorhandenen Hämoglobins als Methämoglobin vor. Der Anteil hierbei beträgt allerdings weniger als ein Prozent.
Zu den oxidierenden Substanzen zählen einige Medikamente (Phenacetin, Chinin, Lidocain, Benzocain, Prilocain,  Metoclopramid, Nitroglycerin, Sulfonamide u. a.), Nitrose Gase, aromatische Nitro- und Aminoverbindungen (Poppers, Herbizide) und andere. Für Säuglinge bestehen Gefahren durch den Genuss von Trinkwasser oder Gemüse mit zu hohen Nitratwerten. Die Gefahr einer Anämie ist beim Säugling aufgrund geringerer Enzymaktivität deutlich erhöht.

## Diagnose
Bei Verdacht einer Methämoglobinämie kann ein Tropfen venösen Patientenblutes auf ein Filterpapier gegeben werden. Da sich das Methämoglobin nicht durch den Luftsauerstoff reduzieren lässt, bleibt es braun, während sich normales Hämoglobin durch Sauerstoffaufnahme aus der Raumluft rot färbt. Es wird in diesem sehr einfachen Test in der Regel ein Tropfen normalen Blutes neben dem Patientenblut aufgetropft, um einen direkten Vergleich zu haben.
Im Blutausstrich fallen Heinz-Innenkörper in den Erythrozyten auf, welche das histologische Korrelat des Methämoglobins darstellen. Da sich die Methämoglobinmoleküle sozusagen im Erythrozyten „verklumpen“, entstehen diese Präzipitate.
Im Labor kann eine Methämoglobinämie im EDTA-Blut oder Heparin-Blut nachgewiesen werden. Genauer ist eine Diagnose mittels Mehrwellenlängen-Pulsoxymetern bzw. einer Blutgasanalyse. Das Methämoglobin kann quantitativ auch spektroskopisch nachgewiesen werden.

## Therapie
Bei erblichen Ursachen ist keine Behandlung möglich. Bei toxischer Methämoglobinämie muss die auslösende Substanz abgesetzt werden. Gegebenenfalls können Methylenblau, Toluidinblau oder Ascorbinsäure verabreicht werden. Die intravenöse Kurzinfusion (etwa 5 Minuten) von Methylenblau verringert den Methämoglobin-Anteil im Blut durch Aktivierung der Cytochrom-b5-Reduktasen. Die Gabe dieser Medikamente ist bei bestimmten Patienten kontraindiziert, da sie die Anämie noch verstärken können (beispielsweise beim Vorliegen eines Glucose-6-phosphat-Dehydrogenase-Mangels). Bei Therapieversagen bleibt als ultima ratio  nur eine Austauschtransfusion.

## Auftreten in der Familie Fugate
Ein bekannter Fall, bei dem eine größere Menschengruppe an einer Methämoglobinämie litt, war der der Familie Fugate. Diese lebte in den Bergen von Kentucky und war allgemein als die blauen Fugates bekannt. Aufgrund eines äußerst seltenen Allels litten sie an der Krankheit Methämoglobinämie, die zu einer Blaufärbung der Haut führte.
Der französische Einwanderer Martin Fugate, ein Waisenkind, ließ sich um 1820 gemeinsam mit seiner Frau Elizabeth Smith, einer gebürtigen Amerikanerin, nahe Hazard, Kentucky, am östlichen Ufer des Troublesome Creeks nieder. Auch wenige andere Familien siedelten in dieser Region, doch da diese nicht durch Straßen erschlossen war, herrschte kaum Fluktuation in der dort lebenden Bevölkerung. So waren Hochzeiten innerhalb der eigenen Familie keine Seltenheit.
Martin und Elizabeth waren beide Träger des rezessiven Methämoglobinämie-Allels (met-H), sodass vier ihrer sieben Kinder mit blauer Haut geboren wurden. Sie litten an der Krankheit Methämoglobinämie, die darüber hinaus keinerlei Beschwerden mit sich brachte. So konnten die Kinder ein weitgehend ungetrübtes Leben führen und später selbst Nachkommen zeugen. Da dies auch innerhalb der Fugates geschah und generell eine geringe Durchmischung des Genpools stattfand, lebten bald zahlreiche blaue Menschen in dem Bergdorf am Troublesome Creek.
Nachdem jedoch 1912 die ersten Kohleminen in der Region errichtet wurden, erreichten bald auch Schienen und später Straßen die Region. Somit war die Abgeschiedenheit gebrochen und es kam zu einer größeren Durchmischung des Genpools, sodass Menschen mit blauer Haut immer seltener wurden.
Dennoch kam 1975 ein Kind namens Ben Stacy zur Welt, das ein entfernter Verwandter des Fugate-Clans war. Auch bei ihm war die blaue Hautfarbe deutlich zu erkennen. Doch einige Wochen nach der Geburt verschwand sie wieder.